# Subahdar

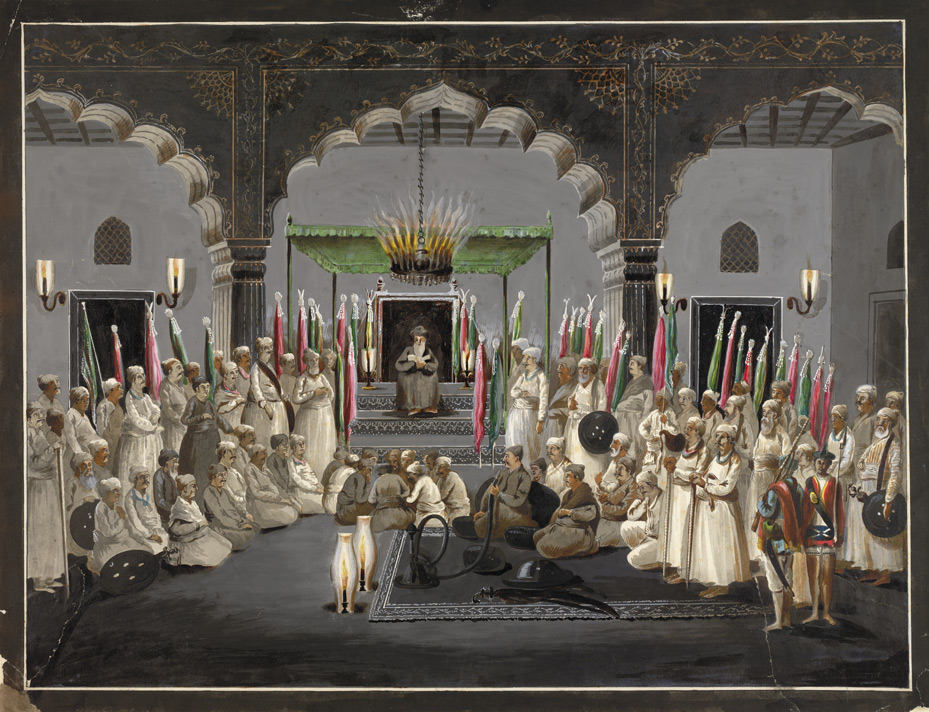
Versammlung von hochrangigen Persönlichkeiten des Mogulhofes anlässlich des Muharram-Festes im Jahr 1795 – Nawabs, Subahdars, Mansabdars, Sawars und Sepoys

Als Subahdar oder Subedar (Persisch-Arabisch: subah = ‚Provinz‘ und -dar = ‚Statthalter‘), manchmal auch als Nawab wurde in der Spätzeit des islamisch dominierten Indien ein vom Mogulherrscher entsandter Provinz-Gouverneur oder ein sonstiger hochrangiger Gesandter bezeichnet.

## Geschichte
Alle größeren Staatsgebilde können nur kurze Zeit zentral regiert und verwaltet werden; deshalb bediente sich bereits das Sultanat von Delhi der Hilfe von Statthaltern, deren genaue Amtsbezeichnungen jedoch nur selten bekannt sind (siehe naib). Schon Iltutmish (reg. 1211–1236) war vor seinem eigenen Regierungsantritt Statthalter des oberen Gangestals und setzte seinen Sohn als seinen Stellvertreter in Bengalen ein.
Der Titel subahdar wurde nach bisherigem Kenntnisstand erstmals von Jahangir an seine Söhne Parviz und Aurangzeb verliehen und später dann von Aurangzeb an seine Söhne und späteren Nachfolger Muhammad Azam Shah und Bahadur Shah I. Mit dem Titel verbunden war auch die Absicht, die Amtsinhaber zumindest zeitweise vom Hof fernzuhalten, da deren Anmaßungen oder militärische Erfolge oft eine potentielle Bedrohung für den jeweiligen Herrscher darstellten. Andererseits sollten sich die Gouverneure in den Provinzen keine eigene Machtbasis verschaffen und so wurden sie nicht selten nach etwa ein bis zwei Jahren wieder abgesetzt.

## Subedar
Während der britischen Herrschaft über Indien wurde der Titel Subedar auf einheimische, englischsprechende Offiziere (Kompanieführer etc.) übertragen. Höhere Dienstgrade in der British Indian Army blieben ausschließlich britischen Staatsangehörigen vorbehalten.
Im Fürstenstaat Hyderabad trugen auch hohe Steuerbeamte diesen Titel.